# Na terapiji
Na terapiji (eng. In Treatment) je američka televizijska serija koju je producirala kuća HBO, a koja je sa svojim prikazivanjem započela 28. siječnja 2008. godine. Seriju je razvio Rodrigo Garcia, a njezin glavni lik je 53-godišnji psihoterapeut dr. Paul Weston. Snimljene su tri sezone serije: prva sezona sastoji se od 43 epizode, druga ima 35 epizoda, a treća i posljednja ima 28 epizoda. 
Format serije, njezini scenariji i uvodna špica zapravo su kopija uspješne izraelske serije BeTipul koju je kreirao Hagai Levi, a koja je osvojila sve moguće izraelske televizijske nagrade. Prva sezona serije In Treatment u SAD-u se prikazivala svakoga radnog dana, od ponedjeljka do petka. U seriji dr. Paul Weston održava seanse s različitim pacijentima, s tim da petkom on sam razgovara sa svojom kolegicom i bivšom mentoricom Ginom (glumi ju dvostruka dobitnica nagrade Oscar Dianne Wiest) koja je, uz njega, jedini stalni lik u obje dosad snimljene sezone. 
Prva sezona serije vrlo je dobro prihvaćena od strane kritičara, a nagrađena je sa svim najvažnijim televizijskim nagradama, uključujući Emmy i Zlatni globus.
U listopadu 2020. HBO je potvrdio oživljavanje i produkcija je započela krajem 2020. godine. Četvrta sezona, koja se sastoji od 24 epizode, premijerno je prikazana na HBO-u i HBO Maxu od 23. svibnja do 28. srpnja 2021. Jennifer Schuur i Joshua Allen su bili suvoditelji.

## Format serije
Svaka epizoda serije In Treatment fokusira se na pojedinačnu seansu pacijenta i dr. Westona od ponedjeljka do četvrtka. Petkom je on sam pacijent kod svoje kolegice i bivše mentorice Gine.

### Prva sezona
U prvoj sezoni pacijenti dr. Paula Westona su:
- Laura (Melissa George) - anesteziologinja koja na svojoj prvoj seansi (ujedno u prvoj epizodi serije uopće) prizna Paulu da je zaljubljena u njega već godinu dana
- Alex (Blair Underwood) - vojni pilot traumatiziran posljednjom misijom koja je završila tragično
- Sophie (Mia Wasikowska) - suicidalna tinejdžerica, ujedno i gimnastičarka
- Jake i Amy (Josh Charles i Embeth Davidtz) - bračni par koji je potražio pomoć psihoterapeuta kako bi odlučili hoće li ili ne zadržati nerođeno dijete

Pored samih pacijenata i Gine, likove u prvoj sezoni upotpunjuje Paulova obitelj:
- Kate (Michelle Forbes) - Paulova žena koja mu prizna vanbračnu vezu za koju smatra da je opravdana zbog nedostatka emocionalne intimnosti u njihovom braku
- Ian (Jake Richardson) - najstariji sin koji ide na fakultet
- Rosie (Mae Whitman) - kćerka u tinejdžerskim godinama
- Max (Max Burkholder) - njihov najmlađi sin, 9 godina star

Radnja prve sezone smještena je u gradu Baltimore gdje Paul u svojoj privatnoj kući održava seanse s pacijentima. Gotovo tijekom cijele prve sezone bori se s vlastitim osjećajima prema Lauri koja mu priznaje da ga voli. Međutim, on nikako ne želi prijeći granicu odnosa doktor - pacijent, iako mu vlastiti brak uskoro propada.
Baš kada je pomislio da počinje napredovati sa svojim drugim pacijentom, Alexom, on naglo prekida seanse i vraća se u vojsku gdje pogiba u tragičnoj nesreći. Nakon što svi počinju sumnjati u samoubojstvo, Alexov otac tuži Paula, jer ga smatra odgovornim za smrt sina. Ova radnja proteže se na drugu sezonu.
Mala tinejdžerica Sophie, zahvaljujući upravo seansama s dr. Westonom, počne se rješavati vlastitih problema i nanovo započinje odnos sa svojim otuđenim roditeljima. 
Jake i Amy su bračni par koji su kod Paula došli po savjet o tome da li bi bilo dobro da zadrže ili ne njihovo nerođeno dijete. Međutim, nakon što Amy doživi spontani pobačaj i uđe u vanbračnu vezu sa svojim šefom, njih dvoje odluče okončati svoj brak, dogovorivši se oko zajedničkog skrbništva nad prvim djetetom koji je star 12 godina. 
Petak je dan rezerviran za Paulovu seansu s kolegicom Ginom s kojom iz početka neprekidno ulazi u svađe i rasprave oko njihove zajedničke prošlosti. U jednom trenutku Paul i njegova žena Kate završe zajedno na seansi, ali do tog trenutka njihov brak je već pretrpio puno nepopravljivih udaraca i njih dvoje odluče se razvesti, dok Gina i Paul do kraja sezone uspiju pronaći zajednički jezik i dogovoriti se za nastavak seansi koji se proteže i tijekom druge sezone.

### Druga sezona
U drugoj sezoni pacijenti dr. Paula Westona su:
- Mia (Hope Davis) - uspješna odvjetnica i bivša Paulova pacijentica od prije 20 godina koja ga okrivljuje za njezino trenutno stanje: bez muža, bez djece, radoholičarka koja stalno bira pogrešne muškarce
- April (Alison Pill) - studentica arhitekture kojoj je dijagnosticiran rak
- Oliver, Bess i Luke (Aaron Shaw, Sherri Saum i Russell Hornsby) - Oliver je 12-godišnji sin Bess i Lukea. Njih dvoje upravo se nalaze u procesu razvoda, a mali Oliver krivi sebe za obiteljsku nesklad
- Walter (John Mahoney) - samouvjereni član uprave velike tvrtke kojeg muče napadaji panike

Pored samih pacijenata i Paula, likove u drugoj sezoni upotpunjuju:
- Gina (Dianne Wiest) - Paulova kolegica i mentorica koja pomaže Paulu u njegovoj sredovječnoj krizi
- Alex Sr. (Glynn Turman) - Alexov otac iz prve sezone koji tuži Paula sudu, smatrajući ga odgovornim za smrt svog sina
- Tammy Kent (Laila Robins) - Paulova prva djevojka koju sretne na seansi kod Gine i s kojom kratkoročno obnovi vezu

Radnja druge sezone serije smještena je u Brooklynu kamo se Paul preselio nakon razvoda. Seanse održava u stanu u kojem ujedno i živi, a djecu viđa vikendom. Pacijentica Mia prvo ga pokušava zavesti, ali joj to ne uspijeva. U jednoj epizodi saznaje da je trudna, ali nakon što joj doktor otkrije da ipak nije, potpuno se raspada ujedno otkrivši da njezin otac nije "najbolji otac na svijetu" kao što je do tada smatrala.
April nakon sedam tjedana prekida seanse, nakon što joj je Paul pomogao da samoj sebi prizna da se ne može sama boriti protiv opake bolesti i da mora potražiti podršku roditelja.
Oliver, Bess i Luke nakon sedam tjedana također prekidaju seanse. To se događa kad Bess pronađe posao u drugom gradu i odluči preseliti s Oliverom koji je zbog toga devastiran.
68-godišnji Walter se u jednom trenutku pokuša ubiti, ali mu to ne uspijeva i on odluči nastaviti seanse s dr. Westonom za kojeg počinje vjerovati da mu istinski može pomoći.
Za razliku od prve sezone, druga sezona ima po sedam epizoda za svaki lik. Epizode su se originalno prikazivale ponedjeljkom i utorkom. Produkcija druge sezone preseljena je iz Los Angelesa u New York na zahtjev glavnog glumca Gabriela Byrnea koji je u protivnom prijetio otkazom.

### Treća sezona
Nakon što je s emitiranjem završila posljednja epizoda druge sezone, producent Leight je u jednom intervjuu rekao da treća sezona ostaje opcija, iako su svi svjesni da serija sigurno nije među najgledanijima i da ju je vrlo komplicirano snimati. 23. listopada 2009. godine HBO je najavio da će se treća sezona ipak snimati.
U trećoj sezoni pacijenti dr. Paula Westona su:
- Sunil (Irrfan Khan)
- Frances (Debra Winger)
- Jesse (Dane DeHaan)
- Adele (Amy Ryan)

Pored samih pacijenata i Paula, likove u trećoj sezoni upotpunjuju:
- Max (Alex Wolff)
- Steve (James Lloyd Reynolds)
- Wendy (Susan Misner)
- Julia (Sonya Walger)
- Arun (Samrat Chakrabarti)
- Marisa (Dendrie Taylor)
- Roberto (Joseph Siravo)

## Kritike i nagrade
Kritičari su s oduševljenjem prihvatili originalan koncept serije nedugo nakon početka njezina emitiranja. Novinari New York Timesa, Los Angeles Timesa i Entertainment Weeklyja seriju su proglasili instantnim klasikom. Niti nagrade ju nisu zaobišle.
Za prvu sezonu serija je osvojila dvije nagrade za prestižne Emmyje: najbolja sporedna glumica (Dianne Wiest) i najbolji gostujući glumac (Glynn Turman - u ulozi Alexovog oca). Osim osvojenih, serija je bila nominirana i u kategorijama najboljeg glavnog glumca (Gabriel Byrne) i najbolje kamere za polusatnu seriju. Gabriel Byrne za prvu je sezonu osvojio Zlatni globus u kategoriji najboljeg glumca (drama), a sama serija je bila nominirana još i u kategorijama najbolje dramske serije, najbolje sporedne glumice (Dianne Wiest i Melissa George) i najboljeg sporednog glumca (Blair Underwood). 
Osim navedenih, prva sezona bila je nominirana i za nagradu "Directors Guild of America Awards" (za režiju epizode "Alex: Week Eight"), a osvojila je i nagradu "Writers Guild of America Awards" za najbolju novu seriju.
Za drugu sezonu serija je imala tri nominacije za nagradu Emmy: najbolji glavni glumac (Gabriel Byrne) te najbolja sporedna glumica (Dianne Wiest i Hope Davis). 

## Srpska verzija
Uz originalnu izraelsku te američku, postoji i srpska verzija serije jednostavnog naziva Na terapiji. Premijerno je počela s prikazivanjem 19. listopada 2009. godine na televiziji Fox. Glavni lik je dr. Ljubomir kojeg je utjelovio poznati glumac Predrag Miki Manojlović. Ostatak glumačke ekipe sačinjavaju: Snežana Bogdanović, Sergej Trifunović, Nenad Jezdić, Tamara Vučković, Nataša Janjić i Dragana Dabović kao njegovi pacijenti te Branka Cvitković kao Ljubomirova vlastita terapeutkinja. 

## Serija u Hrvatskoj
U Hrvatskoj je serija dostupna putem usluge HBO GO.